# Lachen Gongpa Rabsel
| Tibetische Bezeichnung                             |
| -------------------------------------------------- |
| Tibetische Schrift: བླ་ཆེན་དགོངས་པ་རབ་གསལ་            |
| Wylie-Transliteration: bla chen dgongs pa rab gsal |
| Chinesische Bezeichnung                            |
| Vereinfacht: 喇钦•贡巴饶赛                         |
| Pinyin:Laqin Gongba Raosai                         |

Lachen Gongpa Rabsel (tib. bla chen dgongs pa rab gsal; geb. 832 (?); gest. 915 (?)) ist der Gründer des Dentig-Klosters. Er wurde von drei als die ‚Drei Weisen aus Tibet‘ bekannten Mönchen ordiniert, die aus „Zentraltibet“ geflohen waren, um der Verfolgung durch König Lang Darma (reg. 836–842 oder 901–907) zu entgehen. Gongpa Rabsel ordinierte hier wiederum die „zehn Mönche aus Ü und Tsang“, darunter Lume, und setzte so die Traditionslinie fort. Der 13. Dalai Lama und der gegenwärtige 14. Dalai Lama, der buddhistische Mönch Tendzin Gyatsho, sind auch Halter dieser Ordinationslinie.

## Zitat
Vorbemerkung: Sonderzeichen und Anmerkungen sind durchweg ausgelassen.

„Als König Glang dar ma im 9.Jh. die buddhistische Lehre zerstörte, gingen sTod lung pa Mar Sakya mu ne, Bo dong pa gYo dGe 'byung und gTsang Rab gsal nach Dan thig in A mdo und führten dort gemeinsam mit den beiden chinesischen Mönchen (Hva San) Kevan und Gyivan entsprechend der Sonderregelung für die abgelegenen Regionen nur zu fünft die volle Ordination für den berühmten Bla chen dGong pa rab gsal (952-1035) durch. Im Jahre 978 leitete Bla chen dGong pa rab gsal seinerseits für Klu mes Tshul khrims shes rab (geb. 10. Jh.), Lo ston rDo rje dbang phyugs (geb. 10. Jh.) und andere, insgesamt zehn Novizen, fünf aus gTsang und fünf aus dBus, die volle Ordination zum Bhiktsu. „Sukzessiv“ breitete sich dann diese Linie zurück nach dBus und gTsang aus.“